# Sega Multi-Mega

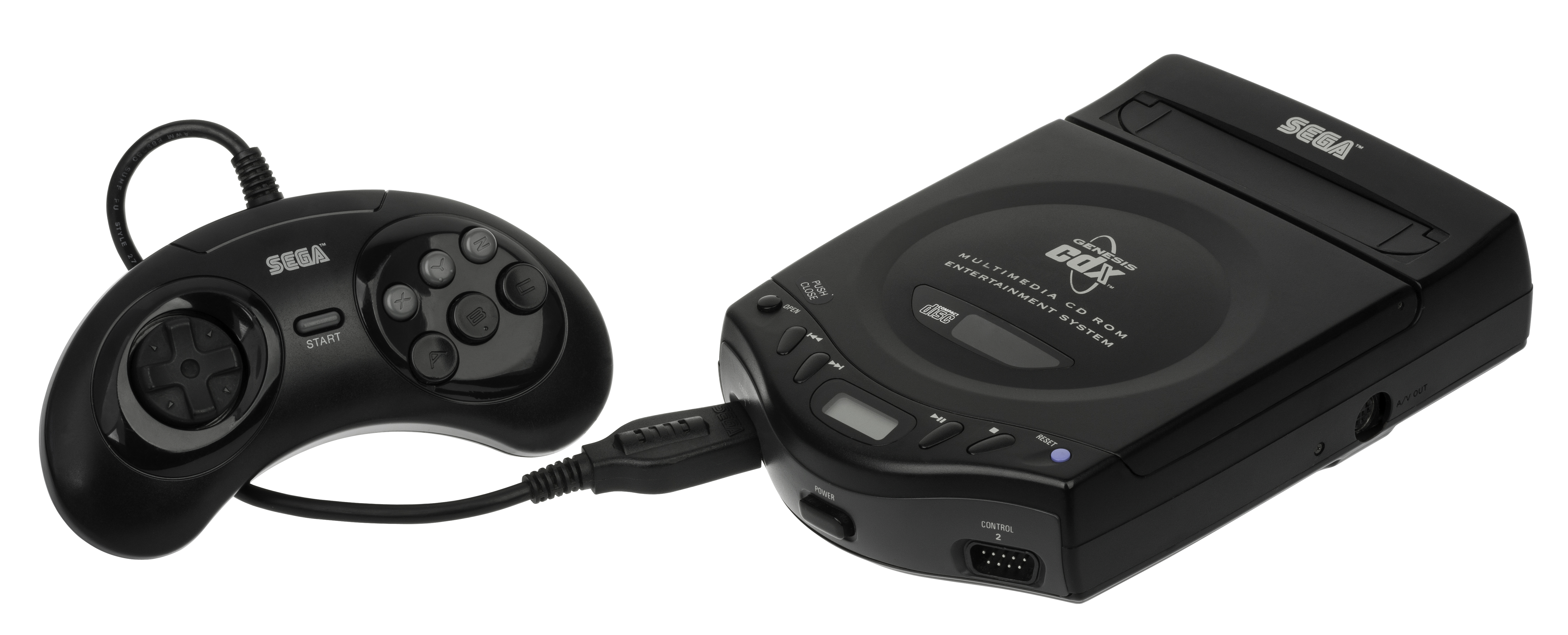
Sega CDX (US-amerikanische Version des Multi-Mega)

Der Sega Multi-Mega oder auch Sega CDX (USA) ist ein auf 5.000 Stück limitiertes Kombigerät aus Sega Mega Drive und Sega Mega-CD. Es ist etwas größer als ein Discman, hinter der CD-Klappe befindet sich der Modulschacht, ein Monitor ist nicht vorhanden. Auch wenn dieses Gerät als tragbare Konsole verkauft wurde, ist nur die Funktion des CD-Spielers im Batteriebetrieb möglich. Um spielen zu können, muss das Gerät mittels Netzteil an das Stromnetz angeschlossen werden.
Das Gerät kann alle Mega-Drive- wie auch Mega-CD-Spiele abspielen. In Kombination mit dem Sega 32X können auch diese Spiele abgespielt werden, in den USA hat Sega dies aber explizit verneint. Man geht davon aus, dass von Seiten Segas befürchtet wurde, dass das CDX andernfalls nicht von der FCC zugelassen worden wäre.
Aufgrund seiner Seltenheit hat dieses Gerät einen hohen Sammlerwert. Dies hat zur Folge, dass es teilweise zum Neupreis (damals 999,00 DM, etwa 750 €) gehandelt wird.